# Pizzerie
O pizzerie este un restaurant a cărui specialare constă din a prepara și a comercializa pizza. 
Pe parcursul secolului al XVIII-lea, pizza a început să facă obiectul unui comerț de specialitate în care se putea mânca pe loc. Aceste unități furnizează și lazzari sau lazzaroni care vând tot felul de gustări pe străzi. Acest fel de mâncare gustos și ieftin devine rapid favoritul poporului napolitan. De asemenea, permite comercianților să obțină profituri bune cu condiția să vândă suficient de multe.

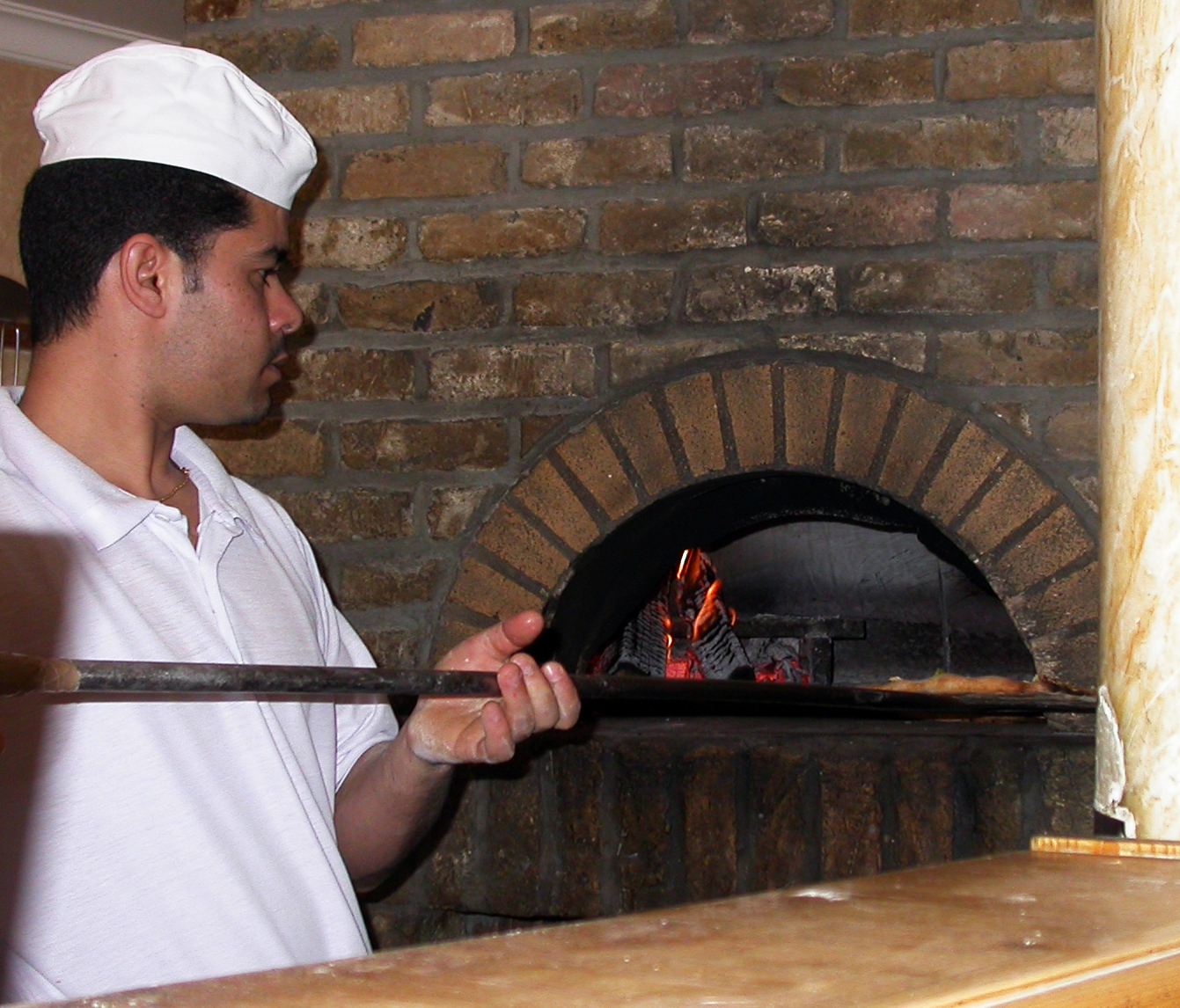
pizzer (pizzaiolo)

Primul pizzar cunoscut este un anume Gennaro Majello care a fost nevoit să-și închidă magazinul în timpul episodului Republicii Partenopee (1799). Aflându-se fără subzistență și acumulând datorii, în special pentru chiria foarte mare, a trimis o scrisoare regelui pentru a-l implora să-l scutească de închisoare. În timpul perioadei napoleoniene, au existat aproximativ 70 de unități care vindeau pizza, inclusiv 54 de mici pizzerii și 14 cârciumi.

## Italia

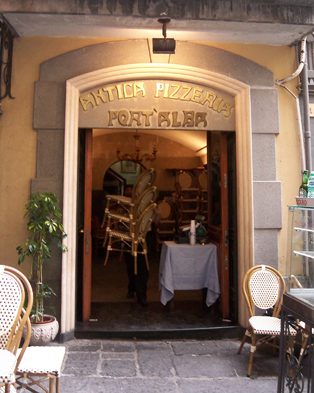
Antica Pizzeria Port'Alba în Napoli

Antica Pizzeria Port'Alba este probabil cea mai veche pizzerie existentă din Napoli. Fondat în 1738 ca un centru de catering pentru comercianții ambulanți, a fost transformat într-un restaurant cu mese, scaune și un etaj superior în 1830.

În Italia, o pizzerie înseamnă de obicei și un magazin de unde poți comanda doar pizza (de obicei pentru a o lua acasă). Pentru diferențiere, termenul pizzeria ristorante este folosit pentru un restaurant care oferă și alte feluri de mâncare pe lângă pizza.

## Germania
Pe lângă restaurantele cu preparate balcanice, pizzeriile au fost primele restaurante introduse de muncitorii oaspeți (germană: Gastarbeiter), care s-au răspândit în Germania de după război. Prima pizzerie din Germania a fost Sabbie di Capri, deschisă de Nicolino „Nick” di Camillo pe 24 martie 1952 la Würzburg. 
Ulterior, pizza a fost oferită și de către restaurantele grecești și mai ales turcești.

## Pizzerii din România
Pe piața românească a restaurentelor de tip pizzerie există astăzi lanțuri internaționale precum: Domino's, Pizza Hut sau L'Osteria însă și mărci autohtone precum Jerry's Pizza. În România multe simigerii precum Luca, Matei sau Petru oferă pizza și funcționează de asemenea pe post de pizzerie.